# Andreas Dückstein
Andreas Dückstein (Budapeste, 2 de agosto de 1927 – 28 de agosto de 2024) foi um jogador de xadrez da Áustria, com diversas participações nas Olimpíadas de xadrez. Dückstein participou das edições de 1956, 1958, 1962, 1964, 1968, 1970, 1974, 1976 e 1988. Individualmente, conquistou as medalhas de ouro em 1956 e 1974 no segundo tabuleiro.